# Can Cusachs
Can Cusachs és una obra historicista de Mataró (Maresme) protegida com a Bé Cultural d'Interès Local.

## Descripció
Casa de carrer de planta soterrani, planta baixa, dues plantes pis i planta sota coberta. S'observa la presència d'arcs carpanells en les obertures de la planta baixa i planta sotacoberta i arcs escarsers al primer i segon pis. Presenta un balcó corregut de ferro a la primera planta i a la segona es subdivideix en dos. L'edifici s'acaba amb una cornisa amb dentellons a la part inferior.

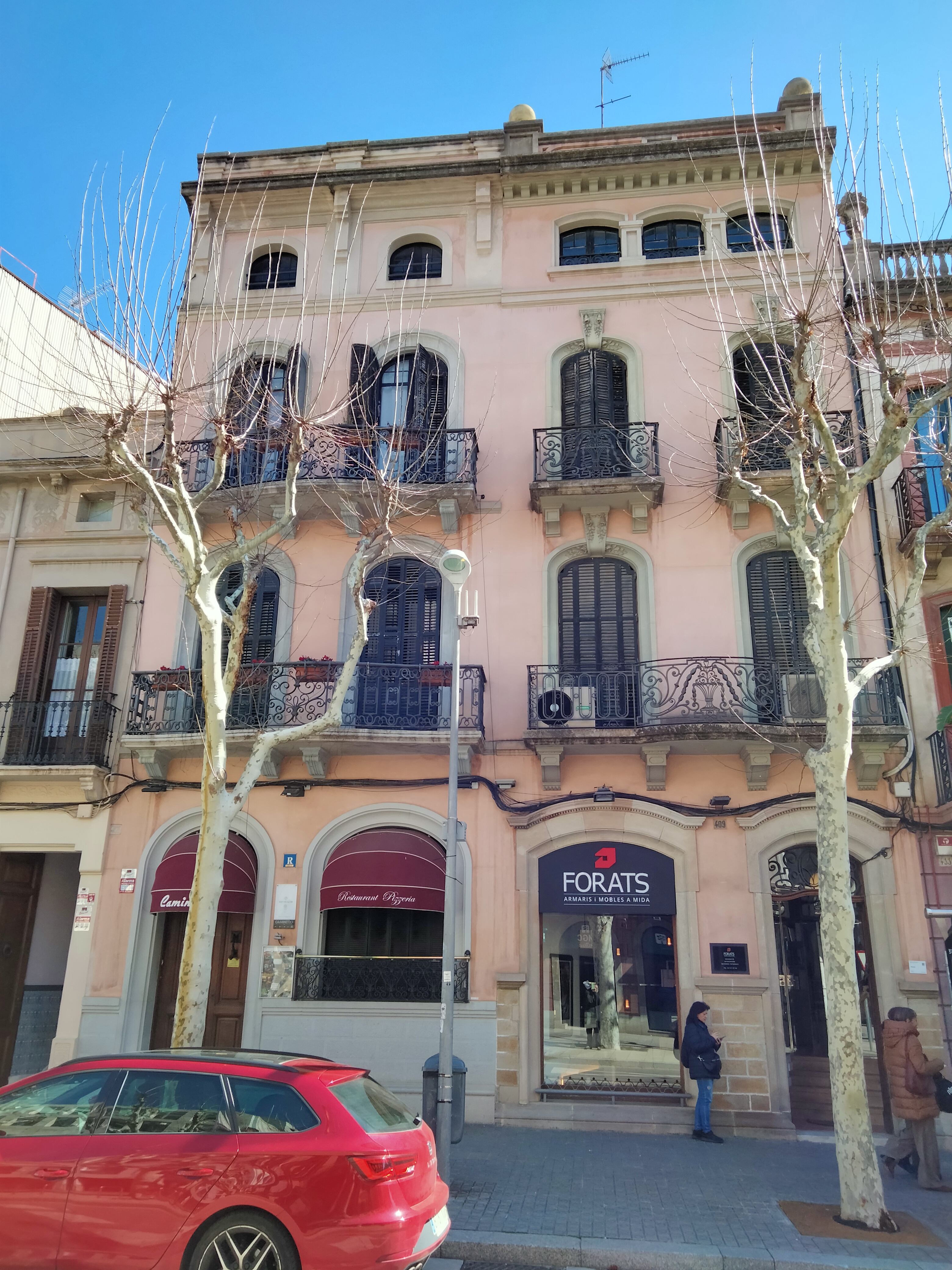
Conjunt format per Can Martí Pasqual i Can Cusachs

La façana presenta un acabat estucat.
Aquesta casa forma part de la façana sud de la Rambla que es reforma totalment amb motiu de les obres d'urbanització d'aquesta (1928).